# 猫田のことが気になって仕方ない。
『猫田のことが気になって仕方ない。』（ねこたのことがきになってしかたない。）は大詩りえによる日本の漫画作品。
『りぼん』（集英社）にて、2013年5月号から2016年12月号まで連載。全44話。単行本はりぼんマスコットコミックスから全10巻が発売。5巻、6巻、7巻、8巻、10巻には番外編が収録。

## あらすじ
何度も転校を繰り返すうち、人と深く関わらないドライな性格になった未希子（みっきー）。新しい転校先にいた、猫顔の男子・猫田が気になって仕方なくなり、あらゆる作戦を実行する。しかし本当の顔は分からず、未希子はますます興味を惹かれていく。

## 登場人物
声は2015年春に開催されたりぼんフェスタにてアニメ化された際の声優。
周 未希子（あまね みきこ）
声 - 小松未可子（テーマソングも歌唱）
3月22日生まれ(おひつじ座) / 血液型：AB型 / 好物：梅干し、楽しいこと / 得意科目：体育、図工（自称）
本作の主人公。あだ名は「みっきー」。親の仕事の関係で何度も転校を繰り返し、友達ができてもすぐに別れてしまう学校生活を送っていたため、いつしか人間関係に冷めたドライな性格になっていた。しかし、新たな転校先で出会った猫田がなぜか猫顔に見えることで興味を持ち始める。
普段は長髪をポニーテールにしているが、髪をおろすと別人に間違えられるほど雰囲気が変わる（入江が気付かずに愛想笑いで済ませるほど）。
中学の部活動は猫田に便乗して家庭科部（調理メイン）に入部する。絵が壊滅的に下手で、クラスメートからも気味悪がられているが、本人はその自覚はなく、自分では絵がうまいと思い込んでいる。
猫田 要（ねこた かなめ）
声 - 下野紘
2月22日生まれ(うお座) / 血液型：O型 / 好物：甘いもの、ミステリー / 得意科目：全部
みっきーには猫顔に見えるが、周りから見たらイケメンらしい。幼少期をのぞいて主役となった番外編でも人間の顔はハッキリと描かれていない。また、下の名前も最終回直前の第40話まで一切明かされず、作中の大部分を通して「猫田」としか紹介されていない。妹・輪を保育園に連れて行っている関係で、遅刻常習犯。
中学での部活動は家庭科部。
乾 春菜（いぬい はるな）
声 - 村川梨衣
9月7日生まれ(乙女座) / 血液型：A型 / 好物：スイーツ、少女マンガ / 得意科目：国語、家庭科
当初は猫田が好きだったが、ゆっけから告白されて付き合うことになった。3つ上の姉・夏帆がいる。
中学はレベルの高いお嬢様学校である集英女子に進学。
大塚 壮登（おおつか まさと）
声 - 加隈亜衣
4月3日生まれ(おひつじ座) / 血液型：O型 / 好物：寿司、フライドポテト / 得意科目：国語、社会
通称「マチャコ」。未希子に憧れている。
小学1年生の頃に葛西から「きのこ族」「大きくなったらきのこになる」などと言われたことが原因で、きのこが食べられなくなり、葛西に因縁を持つ。
中学での部活動は将棋部。
北原 裕介（きたはら ゆうすけ）
声 - 山下大輝
8月5日生まれ(しし座) / 血液型：A型 / 好物：焼肉、野球 / 得意科目：算数、体育
通称「ゆっけ」。未希子を尊敬している。春菜のことが好きで、勇気あるアタックの末にカップルになることができた。春菜の姉と同級生の兄がいる。
最初は短髪だったが、春菜から「髪のばした方がイイ」と言われ、髪をのばしている。
入江 隼人（いりえ はやと）
10月25日生まれ(さそり座) / 血液型：B型 / 好物：女の子 / 得意科目：美術、体育
「王子」と呼ばれ、女の子に非常にモテる。未希子から「猫田にしか興味ない」と言われたことで、未希子に興味を持つ。未希子から「ぬりかべ君」と呼ばれていた。後に未希子に本気で惹かれるようになる。
葛西 祐一（かさい ゆういち）
「男と女じゃ友だちにはなれない」というように、男友達はそれなりにいるが、女子からは怖がられていた。未希子と関わってからは多少考えを改め、女子に対する態度も変わった。姉がいる。
学芸会で『走れメロス』の主役・メロスを演じることになり、未希子からしばらく「メロス君」と呼ばれていた。
読者からのあだ名は「かーくん」。
猫田 輪（ねこた めぐる）
猫田の妹。通称「めぐ」。兄が大好きな5歳の保育園児。兄とは顔が似てるとよく言われるらしい。兄と違って下の名前は初登場時から紹介されている。
お迎えの際に兄が未希子を連れていたことで、未希子を「カノジョ」だと思い、未希子をよく思っていなかったが、和解してからは未希子を気に入る。兄が「周」と呼ぶ関係で未希子を「あまね」と苗字で呼んでいる。
笹井 なつみ（ささい なつみ）
入江のことが好きで、当初は未希子に嫌がらせをしていた。運動会の一件で入江に怒られてからは、未希子との関係は良好になる。
しばらくは未希子から「おだんごちゃん」と呼ばれていたが、中学に入学して未希子たちと同じクラスになってからようやく名前が判明。
松崎 千砂（まつざき チサ）
「松ちゃんラーメン」というラーメン屋の娘。母親と二人暮らし。父親は「女つくって借金残して逃げた」らしく、その関係で大の男嫌いで、「男なんて皆しょーもなくて自分勝手」と思っている。
未希子以外に、猫田が猫顔に見えた唯一の人物。しかし、後に猫田に恋をしてからは人間の顔に見えるようになったらしい。部活動は家庭科部。

## 併録作品
単行本2巻、3巻、9巻、10巻に1本の読切が併録されている。

### リテイク！
「リテイク！」は大詩による読切作品。『りぼん』（平成24年11月号）に掲載、2巻に併録。
小学6年生の時にラブレターをもらった吉田綾乃。しかし「ガサツな女子にラブレター書く奴なんているわけない」と言われ、その中に男子の中で一番仲が良かった白石もいたことで2年経っても引きずる過去になってしまう。そんな中、「リテイクフラワー」という一度だけ人生の一部をリテイクできるという謎の花を教室で見つける。

### くもり空、上の方。
「くもり空、上の方。」（くもりぞら、うえのほう。）は大詩による読切作品。『春の大増刊号 りぼんスペシャル』（平成22年）に掲載、3巻に併録。
小さい頃におじいちゃんによく遊んでもらっていた赤澤なおこ。高校生になる頃には、縁側で将棋をさす姿を眺め、毎年誕生日プレゼントをあげるくらいの仲になっていた。しかし同じクラスの隣の男子・井村鷹乃がおじいちゃんの友人と判明し、彼から「あっちゃん（なおこの祖父）と会話するとびきりの方法」として将棋を習うことになる。

### 聴能力少女クラネ
「聴能力少女クラネ」（ちょうのうりょくしょうじょクラネ）は大詩の読切作品。『夏の大増刊号 りぼんスペシャル オレンジ』（平成23年）に掲載、9巻に併録。
友だちがいない倉根きらら14歳。人見知りでシャイな性格が災いして、人ではなく物に話しかける癖が出来てしまい、いつも独り言を言っている。とある日から物の声が聞こえるようになり、その能力を使って人や物を助けるようになる。

### 星屑より愛をこめて
「星屑より愛をこめて」（ほしくずよりあいをこめて）は大詩の読切作品。『夏の大増刊号 りぼんスペシャル スカイ』（平成24年）に掲載、10巻に併録。
星を見ることが好きな渡瀬賢太。同級生の誘いにも一度も乗らず、周囲からは「人間嫌い？」とまで言われていた。いつものように近所の河原で星を見ていると、空から天界人のこと座α星の織姫が降ってくる。彦星からの婚約が2年もなかったため、自ら乗りこもうとしたが、天の川の途中で足を踏み外し、地球へ落ちてしまう。「織姫が泣くと星（隕石）が降る＝衝突したら地球滅亡」となることから、賢太は織姫を天界へ帰す方法を探し始める。